# Dolní Suchá (zámek)
Zámek Dolní Suchá stával v obci Dolní Suchá, dnes části Havířova.

## Historie
Obec je poprvé zmiňována k roku 1305 na listině vratislavského biskupství. Prvním známým majitelem byl v roce 1471 Petr Kusý ze Suché, který v obci pravděpodobně nechal postavit tvrz. Do roku 1490 na ní seděl Toman ze Slupka, později pak Jiří Hynal z Kornic. V průběhu 16. století se tu pak vystřídali Borkové z Roztropic, Lubovští z Lubovic a Vlčkové z Dobré Zemice. Nejspíš právě za Vlčků došlo k přestavbě tvrze na renesanční zámek, který je poprvé zmiňován roku 1620. Také během 17. a 18. století se zde rychle střídali majitelé – Rousečtí z Ejvaně, Pelhřimovští z Třenkovic, Janušovští z Vyšehradu a Dziembowé. V roce 1780 byl v držení měšťanů z Těšína a roku 1833 jej získávají Mattencloitové. V jejich vlastnictví zámek zůstal do roku 1903, kdy jej koupili bratři Guttmannové. V roce 1933 přešel pod Českou obchodní společnost a střídali na něj drobní soukromí majitelé. Po roce 1948 přešel do rukou státu, který sem v 70. letech 20. století umístil pracoviště OKR-Rekultivace Havířov. Vzhledem k tomu, že nebyl opravován a nedaleko se nachází důl Dukla, zámek velmi zchátral. Proto bylo na přelomu let 1979 a 1980 rozhodnuto o demolici.

## Popis
Šlo o patrovou budovu o půdorysu obdélníka, stojící na konci západní části panského dvora. V 18. století prošel barokní úpravou, při níž dostal novou mansardovou střechu. V polovině 19. století byl zmodernizován a barokní fasáda zjednodušena.